# Быньги
Быньги́ — село в Невьянском районе Свердловской области России. Входит в Невьянский муниципальный округ. Бывший центр Быньговского сельского Совета, который включал также посёлки Аник и Ударник. Село расположено на реке Нейве. 

## Географическая справка
Село Быньги расположено к востоку от Уральских гор, при впадении рек Ближней Быньги и Дальней Быньги в реку Нейву. Село находится к северу от Екатеринбурга, к югу от Нижнего Тагила, в 7 километрах по прямой или в 8 километрах по автодороге к северо-востоку от районного центра — города Невьянска. В окрестностях есть пруды. Климат умеренный, почва песчаная, растительности мало.

## История
Быньги — старинное старообрядческое поселение, получившее своё название от двух речек Бынег. Первое упоминание села относится к 1704 году.

### Быньговский железоделательный завод
В 1718 году здесь построен Никитой Демидовым Быньговский железоделательный завод, который проработал до 1873 года, на месте спущенного заводского пруда начали добывать золото, заработал золотой прииск.
В 1898 году «пожаром уничтожены 63 дома со всеми хозяйственными постройками и имуществом. До 300 душ осталось без крова и одежды».
В 1900 году в селе были две школы — земская и церковно-приходская. В начале XX века сельчане в основном работали в Невьянском заводе, на золотых приисках и на местных фабриках (пимокатных, сундучных, колёсных, гвоздарных и замочных).
В советское время в селе действовали сельскохозяйственные предприятия, а также шахта по добыче золота.

## Храмы

### Храм Николая Чудотворца

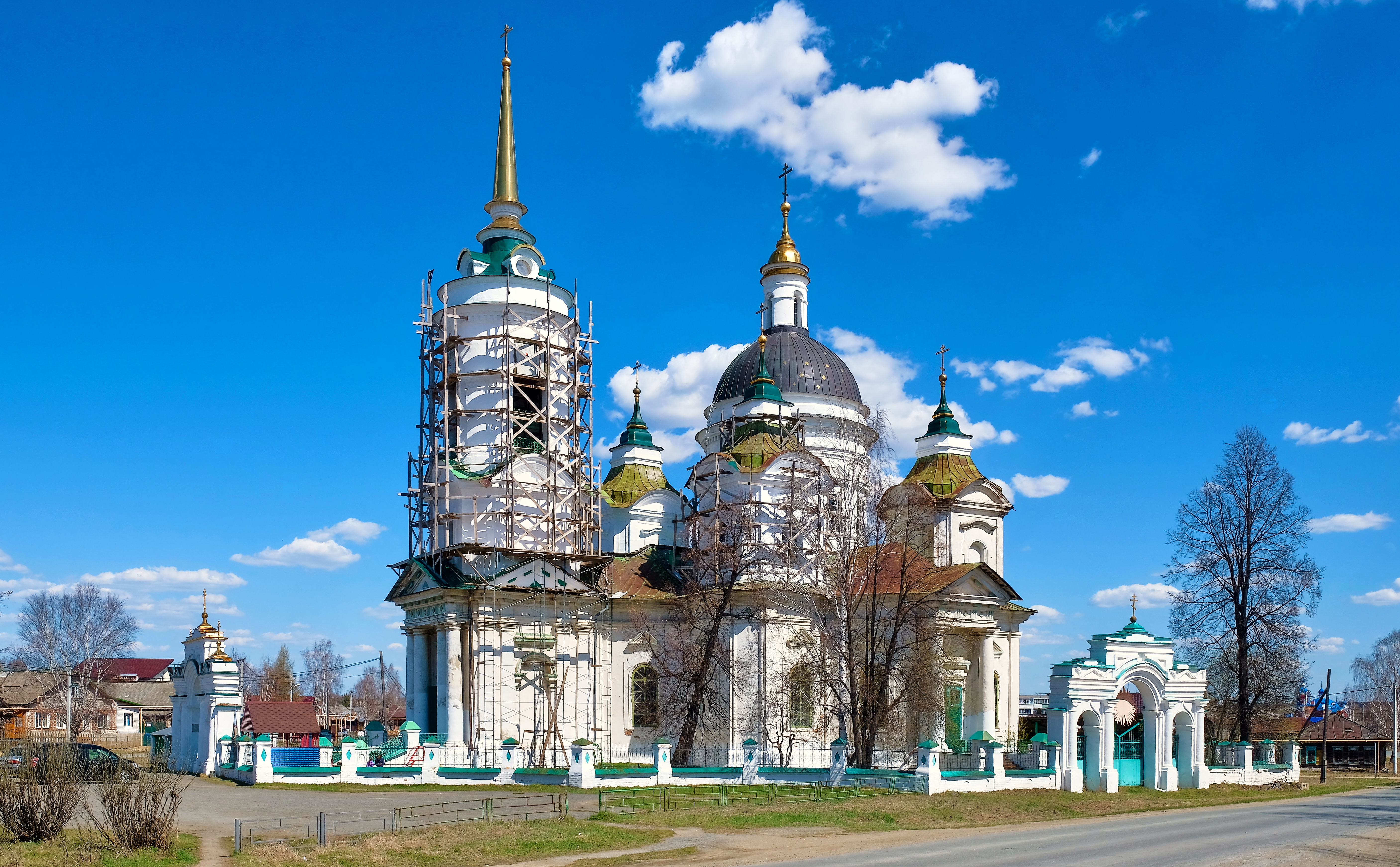
Никольская церковь

Действующий одноэтажный каменный храм Святителя Николая Чудотворца заложен в 1789 году согласно желанию и на средства владельца невьянских заводов Петра Саввича Яковлева.
Храм имеет три престола: Николая Чудотворца (освящён 30 сентября 1796 года), Успения Пресвятой Богородицы (освящён 7 октября 1819 года), Сретения Господня (освящён 30 октября 1863 года). С 1939 года служба не проводилась из-за отсутствия священника, но церковь не закрывалась, богослужение было возобновлено в 1944 году.
Храм является памятником архитектуры федерального значения. Построен в сочетании барочного и классического стиля, имеет форму креста с 5 главами и колокольней с часами-курантами, которые были изготовлены мастерами Невьянского завода. В настоящее время часы действуют. На фасадах храма сохранились множество карнизов и лепных украшений.
Церковь сохранила дореволюционное внутреннее убранство и знаменитые иконы невьянской школы, сделанные в XVIII веке в старообрядческой среде, сочетавшей древнерусские традиции XVI—XVII веков в живописи. На красочных и праздничных иконах изображены реальные уральские пейзажи, виды горнозаводских строений, многофигурные композиции с динамичными позами святых.

### Церковь Казанской Божией Матери

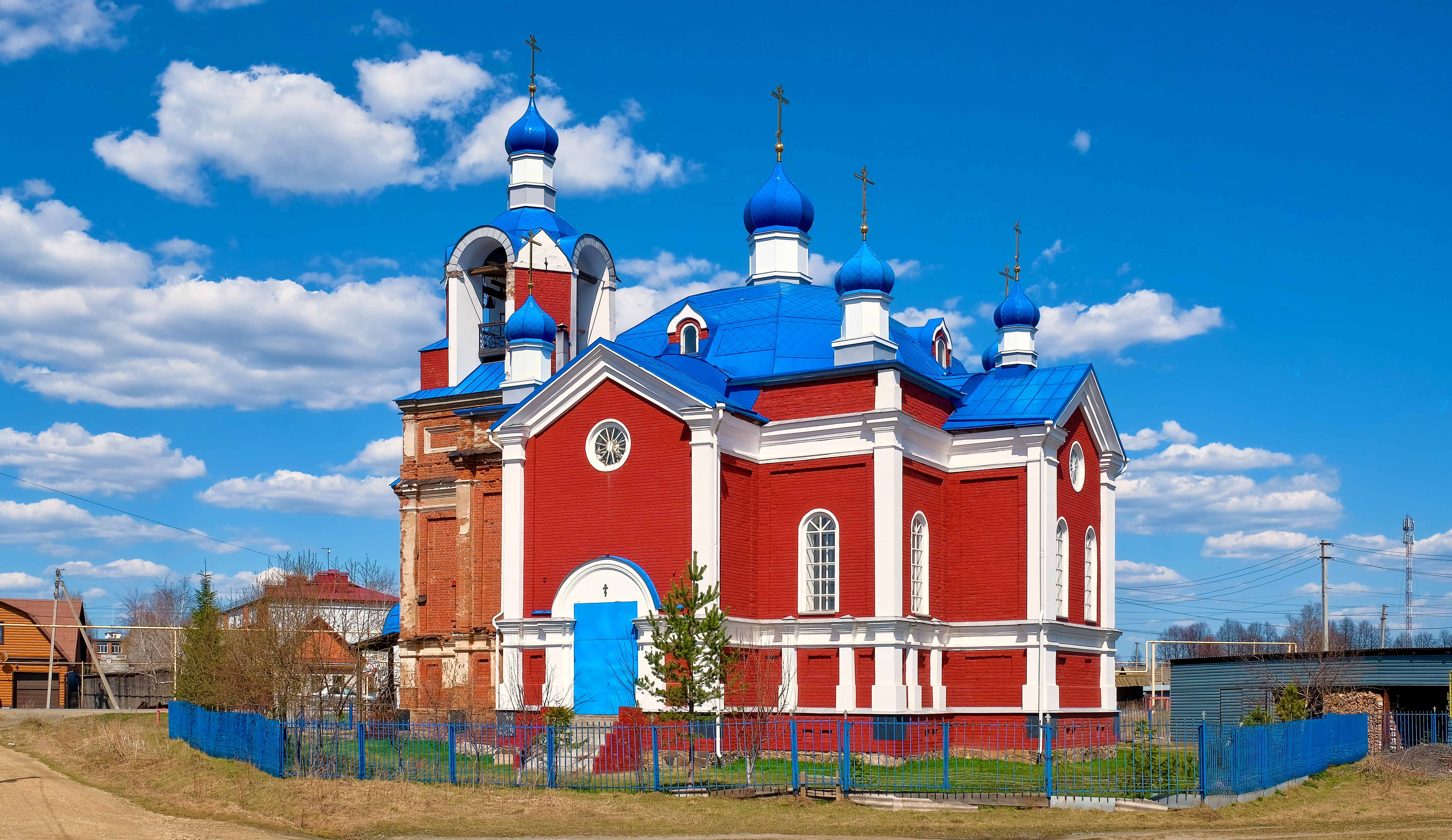
Казанская церковь

В 1795 году в селе была построена деревянная старообрядческая часовня-молельня, которая по Высочайшему молению была передана единоверцам 8 июля 1847 года. Из-за ветхости в 1852 году единоверцы на этом месте заложили каменную однопрестольную церковь, и освятили её в 1871 году в честь Казанской иконы Божьей Матери. Но 6 марта 1873 года новый храм обгорел вверху. За счёт казны отремонтирован, а в 1885 году повторно освящён и приписан к Невьянской Рождество-Богородицкой единоверческой церкви. Самостоятельный приход при церкви был открыт только 29 ноября 1899 года. В 1900 году прихожан числилось 218 мужчин и 234 женщины, часть из которых жило в Петропавловском Заводе и деревне Верхние Таволги.
В 1930 году была закрыта, восстановление начато в 2007 году. Приход относятся к Нижнетагильской епархии Екатеринбургской митрополии Русской православной церкви.

## Быньги в кино
В старинном уральском селе Быньги в советское время снимали фильм «Угрюм-река» (1968 год) по роману В. Я. Шишкова. Благодаря большому количеству старинных изб село напоминает Восточную Сибирь конца XIX века.

## Аэродром Быньги
Близ села Быньги есть небольшой аэродром. Аэродром «Быньги» начал свою работу в 1985 году и с тех пор стал основным местом организации полётов и парашютных прыжков Нижнетагильского АСК. Аэродром находится рядом в 7 километрах от трассы Екатеринбург — Серов. Проводятся всероссийские соревнования по авиа- и парашютному спорту.

## Промышленность
Неподалёку от села есть затопленный карьер, где с мая по сентябрь добывают золото.
Там работают две артели, которые промывают породу.
В самом селе работают несколько предприятий:
- ООО СХП «Совхоз Быньговский»;
- ОАО «Невьянская мебельная фабрика»;
- ПО «Быньговское» (изготовление хлеба и продовольственная торговля);
- ИП Мальков И. В. (традиционное гончарное производство).

## Инфраструктура
На одной из улиц расположен небольшой обелиск в честь Победы в Великой Отечественной войне.
В Быньгах имеются клуб с библиотекой, школа и детский сад, два пункта общеврачебной практики, опорный пункт полиции, отделения «Почты России» и Сбербанка. Есть два старинных храма .
Село газифицировано. Газовая котельная обеспечивает теплом 25 % жилого фонда и учреждения соцкультбыта.
До села можно добраться на автобусе из Нижнего Тагила и Невьянска.

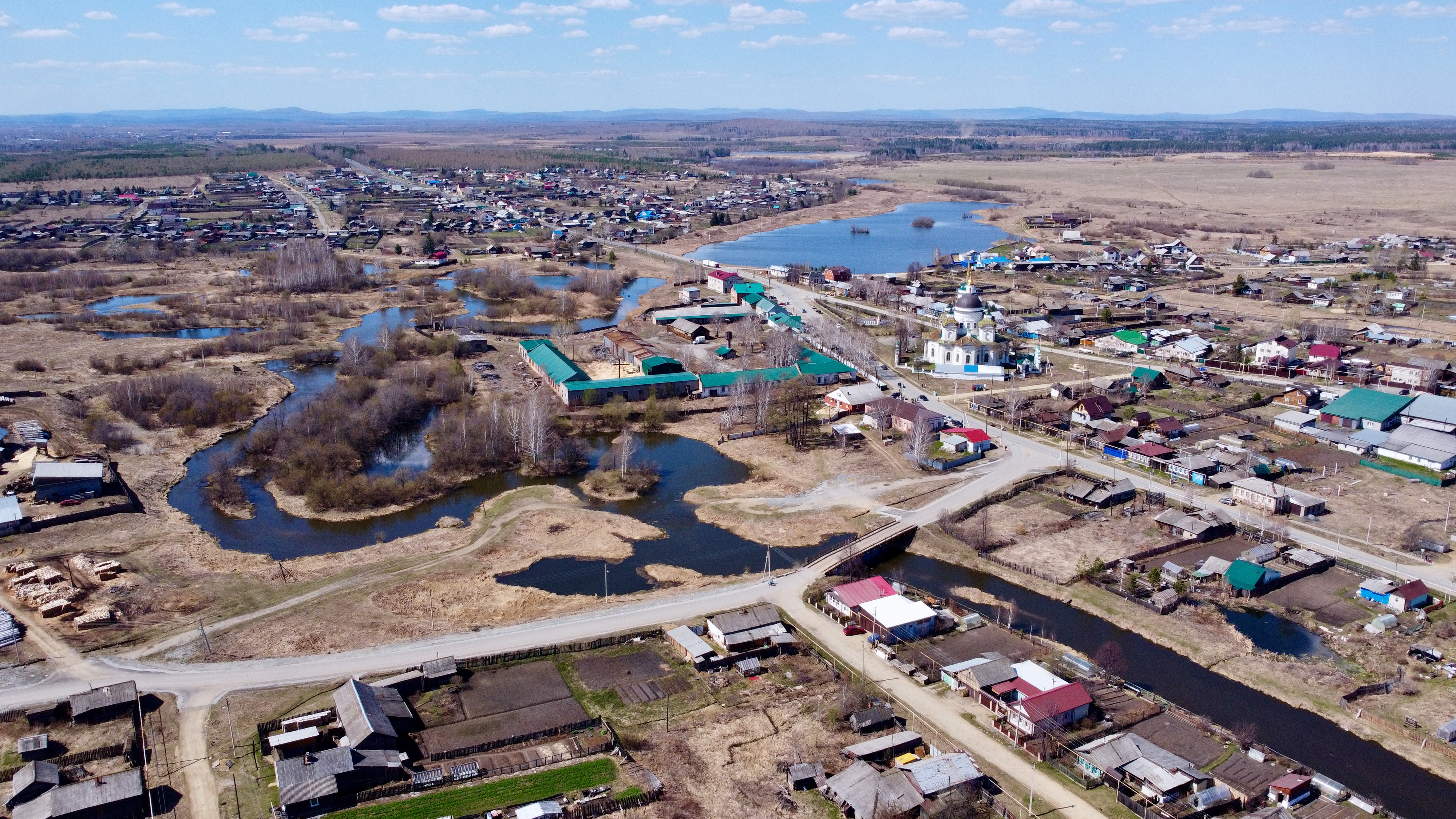
Вид с высоты
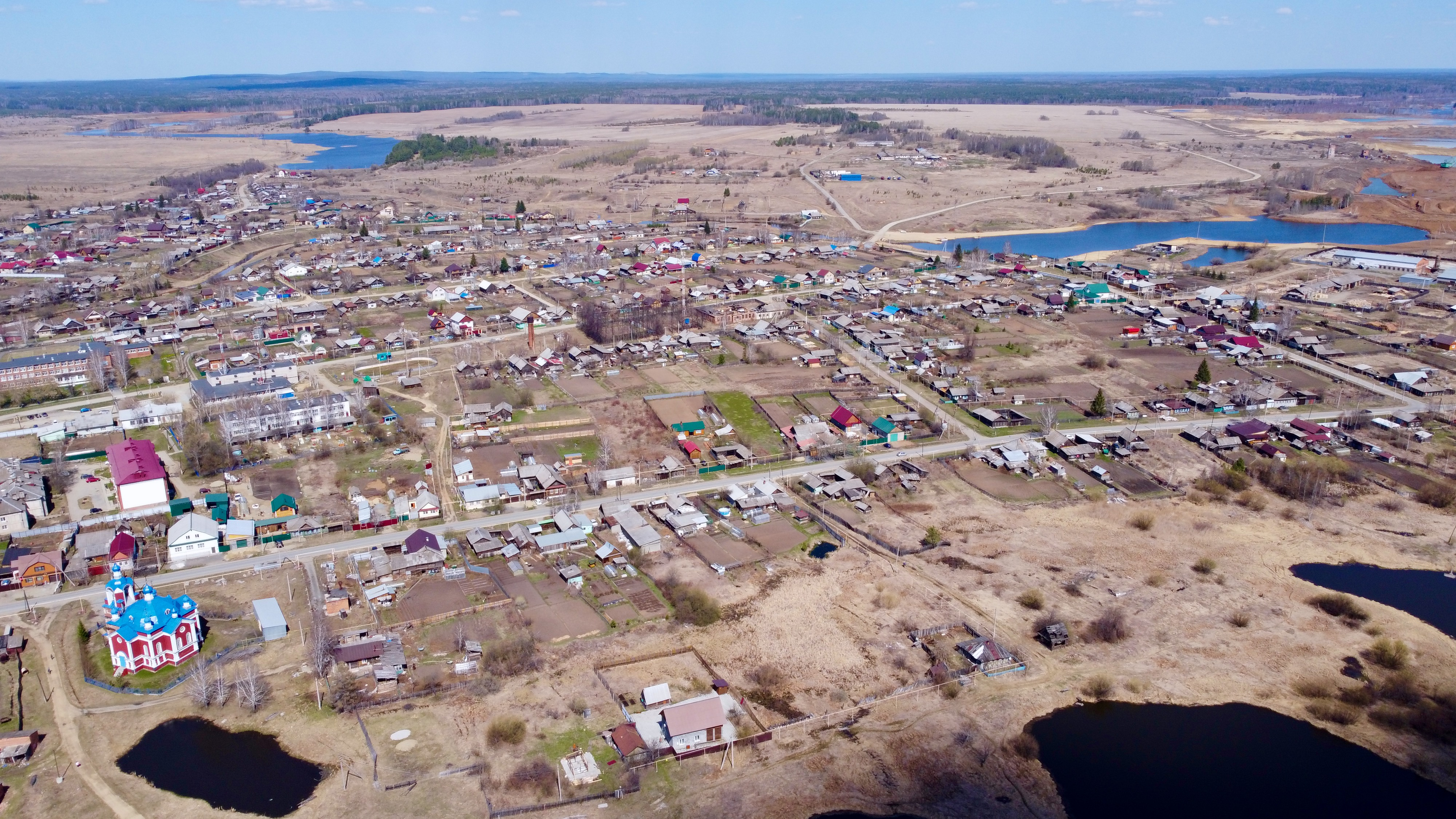
Вид с высоты
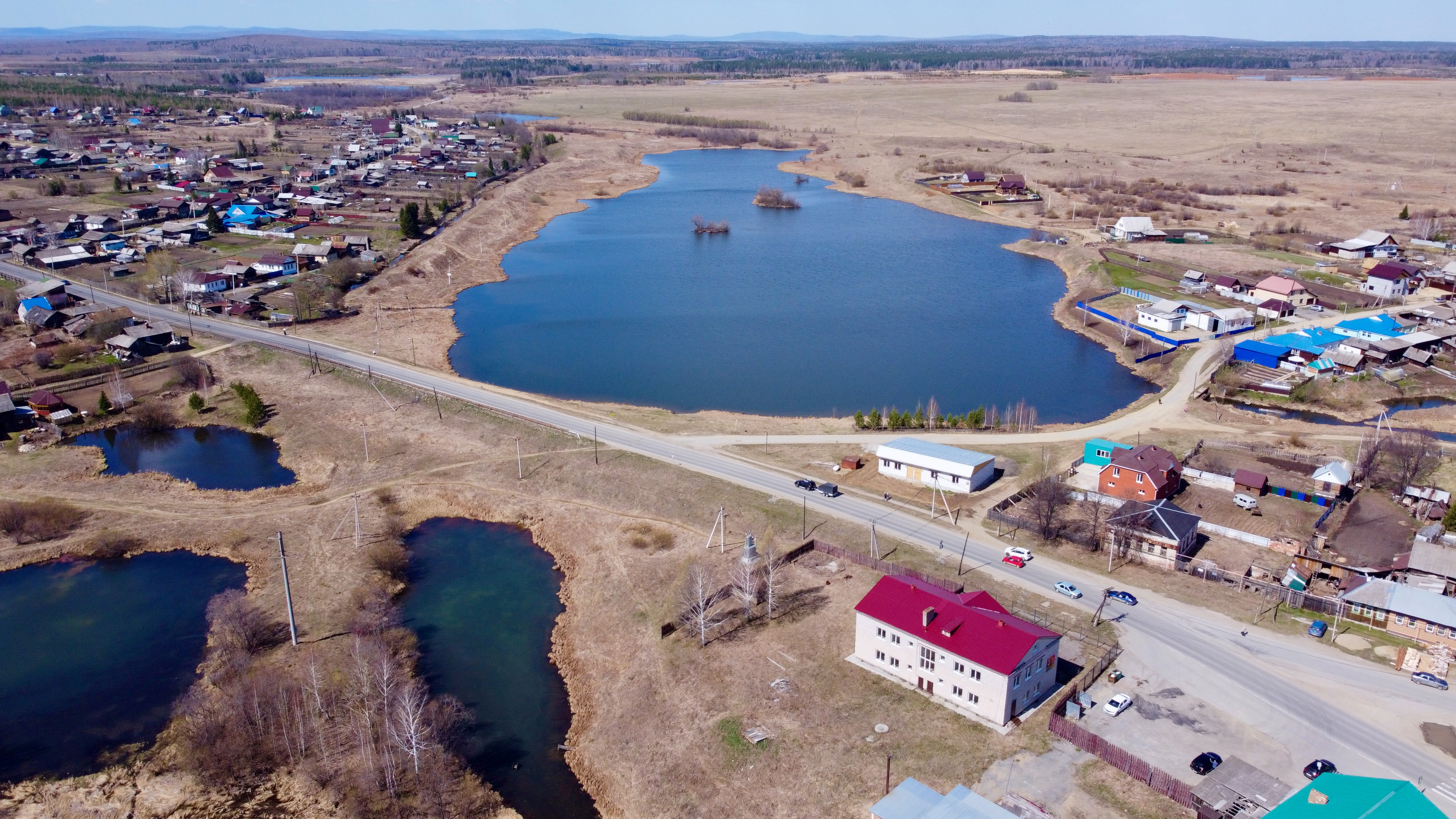
Пруд на реке Ближняя Быньга
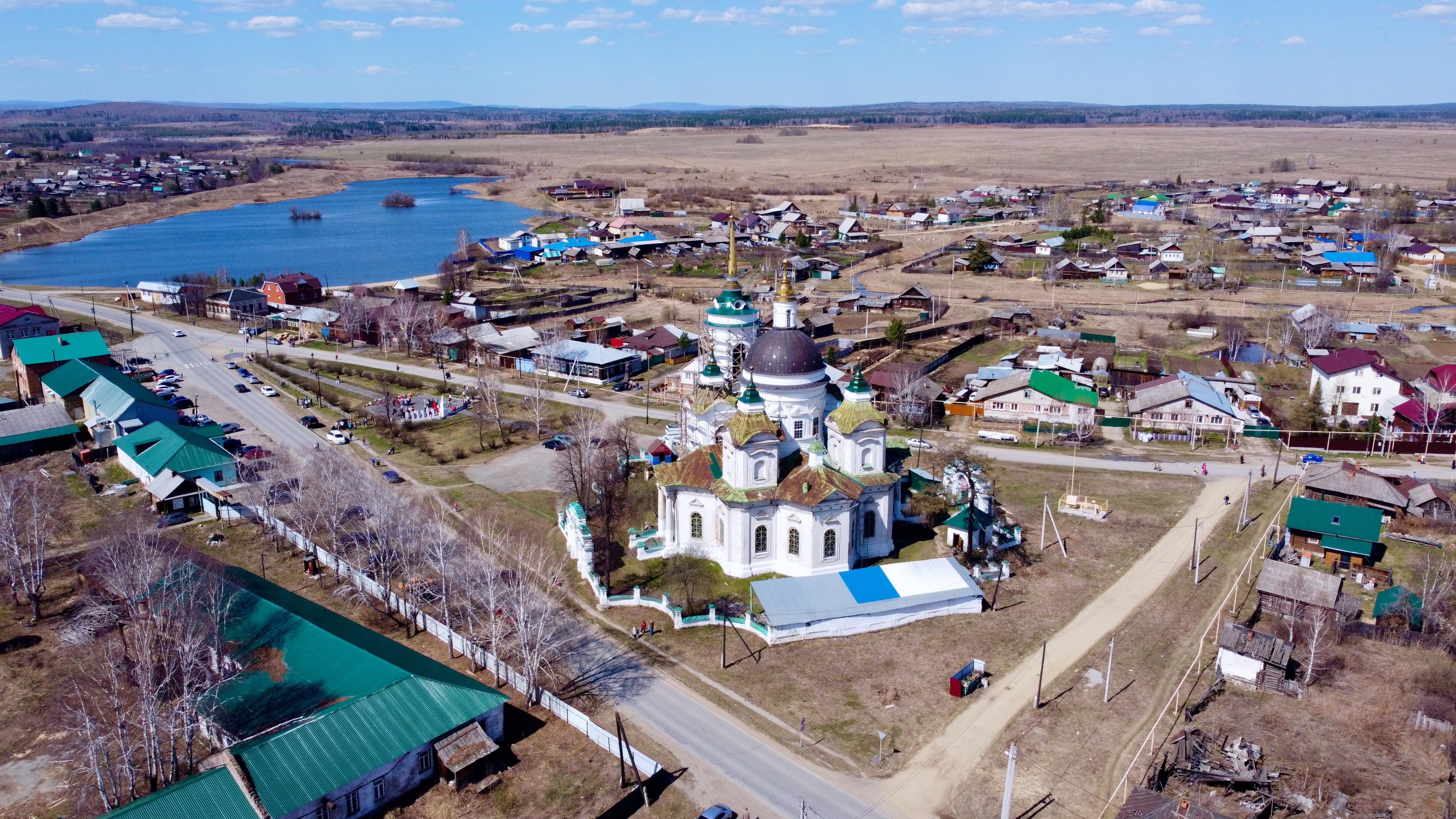
Вид на Никольскую церковь
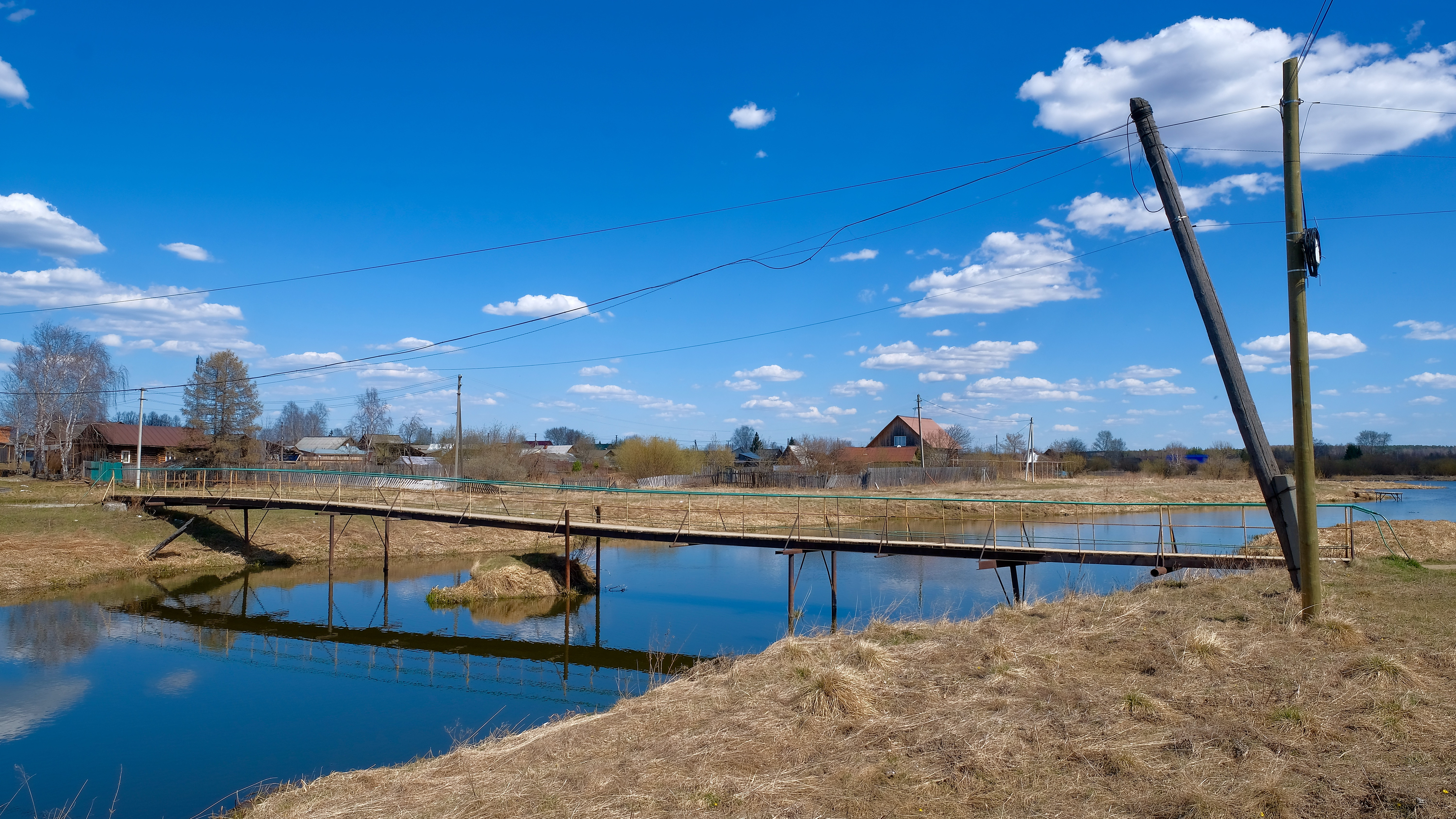
Пешеходный мост через Нейву

## Население
По данным Всероссийской переписи населения 2010 года, постоянное население села Быньги — 2277 человек, в том числе 1068 мужчин и 1209 женщин. Преобладающая национальность — русские (составляют 95 % от числа быньжан).
| 2002 | 2010  | 2021  |
| ---- | ----- | ----- |
| 2296 | ↘2277 | ↘2216 |

| Численность населения | Численность населения | Численность населения | Численность населения | Численность населения | Численность населения | Численность населения | Численность населения | Численность населения | Численность населения | Численность населения | Численность населения |
| 1858                  | 1869                  | 1887                  | 1926                  | 1937                  | 1939                  | 1959                  | 1970                  | 1979                  | 1989                  | 2002                  | 2010                  |
| --------------------- | --------------------- | --------------------- | --------------------- | --------------------- | --------------------- | --------------------- | --------------------- | --------------------- | --------------------- | --------------------- | --------------------- |
| 4810                  | 4045                  | 3922                  | 3412                  | н/д                   | н/д                   | н/д                   | н/д                   | н/д                   | н/д                   | 2296                  | 2277                  |